# 台灣野兔
臺灣野兔（学名：Lepus sinensis formosus），是兔科兔屬動物，為臺灣特有亞種，體長30－40公分，尾長5－6公分，耳朵的長度則有8－10公分，體型小於中國野兔，有棕褐色的眼睛。原本來自歐亞大陸，在臺灣海峽形成後，因長期地理隔離而開始獨自演化，已具不同的外部性狀與基因組合，成為臺灣特有亞種。其分布範圍包括全臺低海拔丘陵地、河岸草生地、耕地、沙地等。牠們身型較家兔纖細，四肢較長，跳躍奔跑能力較強，也較早熟。外耳殼呈長橢圓狀，具有一身淡褐色的毛皮及明顯的大門牙，大門牙後方還有兩顆小門牙，無犬齒。剛出生的幼兔已全身有毛，且能張開眼睛，幾分鐘後就能夠奔跑。夜行性，通常單獨活動，僅初生幼兔會隨著母兔出現。會挖地道於穴道中居住。以植物嫩芽、嫩葉為食，傍晚至清晨是他們的覓食時間，過去主要分布於海拔500公尺以下的農墾地、草生地、海岸防風林等地，但由於土地過度開發，目前已移至高冷的山區，且數量有減少的跡象。
一般台灣民眾在野外或郊外拾獲台灣野兔的案件其實不少，90%以上的案例都是拾獲新生幼小兔，但由於對台灣野兔缺乏認知又或者說無法分辨拾獲野生動物與拾獲寵物的差異，因此許多民眾在發現的第一時間做出了錯誤的決定，大多先撿回家才上網求援，導致錯失了母兔回巢接小兔的黃金時刻。

## 與寵物兔（家兔、穴兔）的差異
野兔與家兔在正統生物學的分類上是同科（兔科）、但不同屬（穴兔屬、兔屬），兩者間的染色體數目並不一樣，所以在理論上台灣野兔並無法與家兔直接交配生產下一代，或偶有下一代通常也會因基因不完全而早夭或無法生存。野兔與家兔關係並不是如黃金獵犬與拉布拉多間的關係、甚至比獅子老虎間的關係都更遠；而是比較接近人類與黑猩猩間的關係，所以勿將兩者視為同一種動物。
野兔從一出生開始就與寵物兔完全不同，野兔一出生時就有了毛髮，並且在短時間內迅速開眼並爬出巢穴四處探險，這與寵物兔（家兔）新生時無毛髮且要一周後才開眼並移動是有非常大的差異。台灣野兔並非穴兔屬所以並不會像家兔一樣挖地洞躲藏，所以野兔以灌木叢為巢穴。
過去舊資料中有人認為野兔一年只生一胎，但其實野兔也是屬於四季生產的都多產動物，但礙於生存環境壓力，野兔每胎的產仔數會約2-4隻左右遠比家兔的4-8隻要來的少。
| 物種       | 野兔       | 家兔       |
| ---------- | ---------- | ---------- |
| 分類       | 兔屬       | 穴兔屬     |
| 染色體數量 | 24對       | 22對       |
| 出生模樣   | 長毛、開眼 | 無毛、閉眼 |
| 築巢習性   | 躲藏       | 挖洞       |
| 產仔數     | 約2~4隻    | 約4~8隻    |